# Hiroaki Namba
Hiroaki Namba (japanisch 難波 宏明 Namba Hiroaki; * 9. Dezember 1982 in der Präfektur Okayama) ist ein ehemaliger japanischer Fußballspieler.

## Karriere
Namba erlernte das Fußballspielen in der Schulmannschaft der Kasaoka Technical High School. Seinen ersten Vertrag unterschrieb er 2001 bei Vissel Kobe. Der Verein spielte in der höchsten Liga des Landes, der J1 League. 2002 wechselte er zum Drittligisten Tochigi SC. Danach spielte er bei der Universitätsmannschaft der Ryūtsū-Keizai-Universität. 2006 wechselte er zum Zweitligisten Yokohama FC. 2006 wurde er mit dem Verein Meister der J2 League und stieg in die J1 League auf. Am Ende der Saison 2007 stieg der Verein wieder in die J2 League ab. Für den Verein absolvierte er 154 Ligaspiele. 2013 wechselte er zum Ligakonkurrenten Mito HollyHock. Für den Verein absolvierte er 26 Ligaspiele. 2014 wechselte er zum Ligakonkurrenten FC Gifu. Für den Verein absolvierte er 159 Ligaspiele. Ende 2018 beendete er seine Karriere als Fußballspieler.